# Rammsjön (Rätans socken, Jämtland)
Rammsjön är en sjö i Bergs kommun i Jämtland och ingår i Ljusnans huvudavrinningsområde. Sjön har en area på 1,52 kvadratkilometer och ligger 363,1 meter över havet. Sjön avvattnas av vattendraget Rammsjöån.

## Delavrinningsområde
Rammsjön ingår i det delavrinningsområde (692054-143724) som SMHI kallar för Utloppet av Rammsjön. Medelhöjden är 424 meter över havet och ytan är 11,93 kvadratkilometer. Det finns inga avrinningsområden uppströms utan avrinningsområdet är högsta punkten. Rammsjöån som avvattnar avrinningsområdet har biflödesordning 3, vilket innebär att vattnet flödar genom totalt 3 vattendrag innan det når havet efter 245 kilometer. Avrinningsområdet består mestadels av skog (77 procent). Avrinningsområdet har 1,59 kvadratkilometer vattenytor vilket ger det en sjöprocent på 13,3 procent.